# Literaturnaja Gazeta
Literaturnaja Gazeta (ryska: Tidning för litteratur) är en litteratur- och konsttidskrift utgiven i Moskva sedan 1929. Den är organ för ryska författarförbundet och kom ursprungligen ut tre gånger per vecka. Den är nu veckotidning och sedan 1990, efter Sovjetunionens fall, ett oberoende organ för konservativ rysk intelligentia.
Tidskriften grundades av en litterär grupp ledd av Anton Delvig och Alexander Pusjkin, vars profiler idag pryder tidningens vinjett. Dess första utgåva utkom den 1 januari 1830 och kom regelbundet till den 30 juni 1831, för att sedan försvinna och återkomma under åren 1840–1849. Pusjkin publicerade själv några av sina mest kända verk och tidningen var först med att publicera Gogol, Baratynskij, Belinskij, Nekrasov och många andra välkända ryska författare.
Efter den ryska revolutionen beslöt det sovjetiska litterära etablissemanget att återuppta Pusjkins satsning den 22 april 1929 och tidningen har publicerats regelbundet sedan dess.